# الخطوط العريضة في إدارة المشاريع
يتم تقديم الخطوط العريضة التالية كنظرة عامة ودليل موضوعي لإدارة المشاريع:
إدارة المشاريع - هي مجال التخطيط والتنظيم وتأمين وإدارة وقيادة والسيطرة على الموارد لتحقيق أهداف محددة. المشروع هو عبارة عن مسعى مؤقت له بداية ونهاية محددتان (عادة ما يكون مقيدًا بالوقت وغالبًا ما يكون مقيدًا بالتمويل أو النواتج) ويتم تنفيذه لتحقيق الأهداف والغايات الفريدة، عادةً لإحداث تغيير مفيد أو قيمة مضافة. تتعارض الطبيعة المؤقتة للمشاريع مع العمليات التجارية الجارية.

## ما هي طبيعة إدارة المشاريع
يمكن وصف إدارة المشاريع بكل ما يلي:
- الإدارة - في نشاط الأعمال والتنظيم البشري هي ببساطة جمع الناس لتحقيق الأهداف المرجوة. تشتمل الإدارة على التخطيط والتنظيم والتوظيف والقيادة أو التوجيه والسيطرة على منظمة (مجموعة من شخص أو أكثر أو كيانات أو أكثر) أو جهد لغرض تحقيق هدف.
  - إجراءات الإدارة - هي إجراءات التخطيط والتحكم في أداء أو تنفيذ أي نوع من النشاط.
- الإجراء - التجميع المستمر للأنشطة مع المدخلات والمخرجات والطاقة اللازمة لتحويل المدخلات إلى مخرجات.
- المشروع - محاولة مؤقتة لإنشاء منتج أو خدمة أو نتيجة فريدة من نوعها.[3]

## فروع إدارة المشاريع
- إدارة الجهد - هو نظام فرعي لإدارة المشاريع للاستخدام الفعال والكفء للوقت والموارد لأداء الأنشطة المتعلقة بالكمية والجودة والاتجاه.
- إدارة محفظة المشروع
- إدارة البرنامج
- إدارة مخاطر المشروع
- إدارة القوى العاملة للمشروع

## إدارة المشاريع حسب المجال
- مفاهيم إدارة مشاريع التشييد
  - التشييد - في مجال الهندسة المعمارية والهندسة المدنية ، هي عملية تتكون من بناء أو تجميع البنية التحتية. بعيدًا عن كونه نشاطًا واحدًا ، يعد البناء على نطاق واسع إنجازًا متعدد المهام. عادة ما يدير الوظيفة مدير المشروع ويشرف عليها مدير البناء أو مهندس التصميم أو مهندس البناء أو مهندس المشروع.
    - إدارة التشييد

  - الهندسة المعمارية
  - التصميم الافتراضي والتشييد - (VDC) هو استخدام نماذج أداء متكاملة متعددة التخصصات لمشاريع التصميم والتشييد بما في ذلك المنتج (أي المرافق) وعمليات العمل وتنظيم التصميم - التشييد - فريق التشغيل من أجل دعم أهداف الأعمال الصريحة والعامة.
- مفاهيم إدارة مشاريع البرمجيات
  - هندسة البرمجيات - هو تطبيق منهجي ومنضبط وقابل للقياس الكمي لتطوير البرامج وتشغيلها وصيانتها.[4]
  - تطوير البرمجيات
    - تطوير البرمجيات أجايل - هي مجموعة من المبادئ حول كيفية تطوير البرمجيات على أساس طريقة رشيقة تكرارية سريعة للعمل على عكس العديد من منهجيات تطوير البرمجيات السابقة.[5]

  - نموذج نضج القدرة - (CMM) في هندسة البرمجيات هو نموذج نضج قدرة عمليات تجارية معينة. يمكن وصف نموذج النضج بأنه مجموعة منظمة من العناصر التي تصف جوانب معينة من النضج في المنظمة وتساعد في تعريف وفهم عمليات المنظمة.
  - طريقة تطوير النظم الديناميكية (DSDM) هي منهجية تطوير برامج تستند في الأصل إلى منهجية تطوير التطبيقات السريعة. وهي نهج تكراري وتدريجي يؤكد على المشاركة المستمرة للمستخدم.
  - العملية الموحدة - تعد العملية الموحدة إطار عمل لعملية تطوير البرامج التكرارية والتزايدية. إن التحسينات الأكثر شهرة والموثقة على نطاق واسع للعملية الموحدة هي العملية الموحدة لراشيونال (RUP).

## أنواع المشاريع
- مشروع عملاق - هو مشروع استثماري واسع النطاق للغاية.
- مشروع توسع - توسيع العمليات أو التعهدات الحالية.
- مشروع استراتيجي
- مشروع بحث وتطوير
- مشروع عملاء
- مشروع استمراري
- مشروع تحسين

## مناهج إدارة المشاريع
- إدارة المشاريع على منهجية أجايل
- منهجية إدارة المشاريع على الإيقاع؛ بخلاف المعيار - المنهجية مرنة وقابلة للتكيف مع حجم المشاريع ومخاطرتها وتعقيدها؛ توصي بوقت وكيفية استخدام الأدوات ؛ قابلة للتكيف مع الشركة أو المؤسسة أو القطاع.
- إدارة مشاريع السلسلة الحرجة (CCPM) - طريقة تخطيط وإدارة المشاريع التي تركز بشكل أكبر على الموارد المطلوبة لتنفيذ مهام المشروع.
- منهجية سلسلة الأحداث - عبارة عن نمذجة عدم اليقين وتقنية جدولة تحليل الشبكة التي تركز على تحديد وإدارة الأحداث وسلاسل الأحداث التي تؤثر على جداول المشروع.
- إدارة المشاريع القصوى (XPM) - تشير إلى طريقة لإدارة المشاريع المعقدة للغاية وغير المؤكدة.
- إدارة المشاريع الرشيقة - المفاهيم الرشيقة في سياق إدارة المشروع.
- معهد إدارة المشاريع (PMI)- معايير وشهادات إدارة المشاريع.[6]
- جمعية إدارة المشاريع الدولية (IPMA) - معايير إدارة المشروع والمبادئ التوجيهية والشهادات.
- برينس2 PRINCE2 - منهجية إدارة المشاريع وإصدار الشهادات. التخطيط والمراقبة والسيطرة على جميع جوانب المشروع وتحفيز جميع المشاركين فيه لتحقيق أهداف المشروع في الوقت المحدد والتكلفة والجودة والأداء المحدد.[7]
- الإدارة القائمة على العمليات

## المجالات ذات الصلة
- هندسة صناعية
- هندسة التكاليف
- تيسير (أعمال)
- برمجيات إدارة المشاريع
- محاكاة إدارة المشاريع
- تخصيص الموارد
- إدارة علمية
- هندسة النظم
- إدارة التكاليف الشاملة
- إدارة تتابع الأعمال

## تاريخ إدارة المشاريع
- الجدول الزمني لإدارة المشاريع
- جمعية النهوض بهندسة التكاليف الدولية
- الدليل المعرفي لإدارة المشاريع
- بوز ألن هاملتون
- كريستوفر رن
- طريقة المسار الحرج
- فريدريك وينسلو تايلور
- مخطط غانت
- هنري فايول
- هنري غانت - مهندس ميكانيكي واستشاري إداري أمريكي ، قام بتطوير مخطط غانت في عقد 1910.
- إسامبارد كينجدم برونيل
- كارول آداميسكي
- أسلوب تقييم ومراجعة المشروع
- معهد إدارة المشاريع
- ريمنغتون راند
- توماس تيلفورد
- عمود تراجان
- فيتروفيو
- هيكلية تقسيم العمل

## عمليات إدارة المشاريع
عملية إدارة المشروع - هي عملية إدارة التخطيط والتحكم في أداء أو تنفيذ المشروع. تتضمن المراحل النموذجية العمليات التالية:
- إطلاق المشروع أو إستهلال المشروع
- التخطيط و التصميم
- التنفيذ والتشييد
- المراقبة والتحكم
- الإغلاق أو إنهاء المشروع أو إكمال المشروع

## المفاهيم العامة لإدارة المشاريع
- الاعتمادية في شبكة المشروع هي رابط بين العناصر النهائية للمشروع.
- المدة هي عدد فترات التقويم التي يستغرقها من الوقت الذي يبدأ فيه تنفيذ العنصر حتى لحظة اكتماله.
- الفائض تعويم في شبكة المشروع هو مقدار الوقت الذي يمكن أن تتأخر فيه مهمة في شبكة المشروع دون التسبب في تأخير للمهام اللاحقة و / أو تاريخ الانتهاء من المشروع.
- نشاط الأرجوحة هو جدول زمني (إدارة المشروع) أو مصطلح تخطيط المشروع لمجموعة من المهام الفرعية «المعلقة» بين تاريخين مرتبطين بها. (أو حدثا النهاية اللذين تم إصلاحهما.)
- هيكل تقسيم المنتج (PBS) في إدارة المشروع هو هيكل شجرة هرمي شامل من المكونات التي تشكل عنصرًا مرتبة في علاقة كاملة.
- وصف المنتج في إدارة المشروع هو شكل منظم لتقديم معلومات حول منتج المشروع
- مثلث إدارة المشروع هو نموذج لقيود إدارة المشروع.
- الموارد الموارد في مصطلحات إدارة المشروع مطلوبة لتنفيذ مهام المشروع. يمكن أن يكونوا أشخاصًا أو معدات أو مرافق أو تمويل أو أي شيء آخر قادر على التعريف (عادة ما يكون غير العمل) مطلوبًا لإكمال نشاط المشروع.
- نطاق المشروع في إدارة المشروع هو المجموع الكلي لجميع منتجاتها ومتطلباتها أو ميزاتها.
- المهمة في إدارة المشروع هي مهمة يجب إنجازها خلال فترة زمنية محددة.
- المهلة هي مجال ضيق من الوقت ، أو نقطة زمنية معينة والتي يجب من خلالها تحقيق هدف أو مهمة.
- العمل في إدارة المشروع هو مقدار الجهد المبذول لإنتاج نتيجة أو إنجاز مهمة (عنصر نهائي).
- الشريحة العمودية هي نوع من المعالم أو المعيار أو الموعد النهائي مع التركيز على إظهار التقدم عبر جميع مكونات المشروع.
- حزمة عمل  - هي مجموعة فرعية من المشروع يمكن تعيينها لطرف معين للتنفيذ. بسبب التشابه ، غالبًا ما يتم تعريف مجموعات العمل بشكل خاطئ على أنها مشروعات.
- مسار عمل Workstream - عبارة عن مجموعة من الأنشطة المرتبطة تركز على نطاق معين يتبع مسارًا من البداية إلى الانتهاء.

## تعليم إدارة المشاريع

### درجات
- ماجستير في إدارة المشاريع
- دكتوراة في إدارة المشاريع

### الشهادات المهنية
- محترف إدارة المشاريع
- زميل معتمد في إدارة المشاريع
- خبير معتمد في إدارة مشروعات
- حاصلة على شهادة TOCICO (منظمة نظرية القيود الدولية لمنح الشهادات) في إدارة مشروعات السلسلة الحرجة[8]

### المدارس
- مدرسة RMIT لإدارة الممتلكات والإنشاءات والمشاريع